# Hygrocybe
Hygrocybe (Fr.) P. Kumm. (wilgotnica) – rodzaj grzybów należący do rodziny wodnichowatych (Hygrophoraceae).

## Charakterystyka
Grzyby saprotroficzne lub mykoryzowe żyjące w symbiozie z roślinami wiechlinowatymi (Poaceae). Wytwarzają owocniki z jaskrawo zabarwionymi kapeluszami o suchej lub mazistej, szklistej powierzchni i blaszkowym hymenoforze. Blaszki o dość szerokim przekroju poprzecznym, przyrośnięte do trzonu (od niewielkiej powierzchni przy samym miąższu, do zbiegających na niego), o regularnej tramie. Trzony mają powierzchnię i ubarwienie podobne do kapeluszy. Zarodniki wilgotnic są eliptyczne, gładkie, pozbawione pory rostkowej, a ich wysyp jest biały, nieamyloidalny.

## Systematyka i nazewnictwo
Pozycja w klasyfikacji według Index Fungorum: Hygrophoraceae, Agaricales, Agaricomycetidae, Agaricomycetes, Agaricomycotina, Basidiomycota, Fungi.
Rodzaj Hygrocybe został poprawnie opisany po raz pierwszy przez Eliasa Friesa (jako podplemię Hygrocybi w ówczesnym plemieniu Clitocybe z rodzaju Agaricus) w „Systema mycologicum” z 1821 r. Gatunku typowego nie określono. W randze rodzaju takson ten został umieszczony przez Paula Kummera w „Der Führer in die Pilzkunde” z 1871 r.
Synonimy naukowe: Agaricus [unranked], Hygrocybe Fr. ex Rabenh., Agaricus subtrib. Hygrocybi Fr., Bertrandia R. Heim, Cuphophyllus (Donk) Bon, Godfrinia Maire, Hydrophorus Battarra ex Earle, Hygrocybe subgen. Cuphophyllus Donk, Hygrocybe subgen. Pseudohygrocybe Bon, Hygrophorus subgen. Hygrocybe Fr., Neohygrocybe Herink, Porpolomopsis Bresinsky, Pseudohygrocybe (Bon) Kovalenko.
Polską nazwę podali Barbara Gumińska i Władysław Wojewoda w 1968 r. W polskim piśmiennictwie mykologicznym należące do tego rodzaju gatunki opisywane były też jako bedłka, mięsicha, wodniak i wodolubek.
Gatunki występujące w Polsce:
- Hygrocybe acutoconica (Clem.) Singer 1951 – wilgotnica ostrostożkowata, wilgotnica pomarańczowożółta[7]
- Hygrocybe aurantiosplendens R. Haller Aar. 1954 – wilgotnica ozdobna
- Hygrocybe calciphila Arnolds 1985
- Hygrocybe ceracea (Wulfen) P. Kumm. 1871 – wilgotnica woskowa
- Hygrocybe chlorophana (Fr.) Wünsche 1877 – wilgotnica żółknąca
- Hygrocybe citrina (Rea) J.E. Lange 1940 – wilgotnica cytrynowa
- Hygrocybe citrinovirens (J.E. Lange) Jul. Schäff. 1947 – wilgotnica cytrynowozielonawa
- Hygrocybe coccinea (Schaeff.) P. Kumm. 1871 – wilgotnica szkarłatna
- Hygrocybe coccineocrenata (P.D. Orton) M.M. Moser 1967 – wilgotnica czerwona
- Hygrocybe conica (Schaeff.) P. Kumm. 1871 – wilgotnica czerniejąca
- Hygrocybe glutinipes (J.E. Lange) R. Haller Aar. 1956
- Hygrocybe helobia (Arnolds) Bon 1976 – wilgotnica torfowiskowa
- Hygrocybe ingrata J.P. Jensen & F.H. Møller 1945 – wilgotnica zasadowa
- Hygrocybe insipida (J.E. Lange ex S. Lundell) M.M. Moser 1967 – wilgotnica drobna
- Hygrocybe intermedia (Pass.) Fayod 1889 – wilgotnica nielepka
- Hygrocybe lepida Arnolds 1986 – wilgotnica lejkowata
- Hygrocybe leporina (Fr.) P.D. Orton & Watling 1969 – wilgotnica miła, wodnicha miła[8]
- Hygrocybe miniata (Fr.) P. Kumm. 1871 – wilgotnica purpurowa
- Hygrocybe mucronella (Fr.) P. Karst. 1879 – wilgotnica szerokoblaszkowa[9]
- Hygrocybe murinacea (Bull.) M.M. Moser 1967[10][11]
- Hygrocybe parvula (Peck) Murrill 1916 – wilgotnica mała
- Hygrocybe phaeococcinea (Arnolds) Bon 1985
- Hygrocybe punicea (Fr.) P. Kumm. 1871 – wilgotnica karminowa
- Hygrocybe quieta (Kühner) Singer 1951 – wilgotnica wypukła
- Hygrocybe reidii Kühner 1976 – wilgotnica włoska
- Hygrocybe spadicea (Scop.) P. Karst. 1879 – wilgotnica czarnobrunatna
- Hygrocybe splendidissima (P.D. Orton) M.M. Moser 1967 – wilgotnica okazała
- Hygrocybe subminutula Murrill 1940[12]
- Hygrocybe substrangulata (Peck) P.D. Orton & Watling 1969 – wilgotnica piaskowa
- Hygrocybe tatrensis Nespiak 1961 – wilgotnica tatrzańska
- Hygrocybe turunda (Fr.) P. Karst. 1879 – wilgotnica kosmkowata

Nazwy naukowe na podstawie Index Fungorum. Wykaz gatunków według W. Wojewody i innych. Nazwy polskie według W.Wojewody.

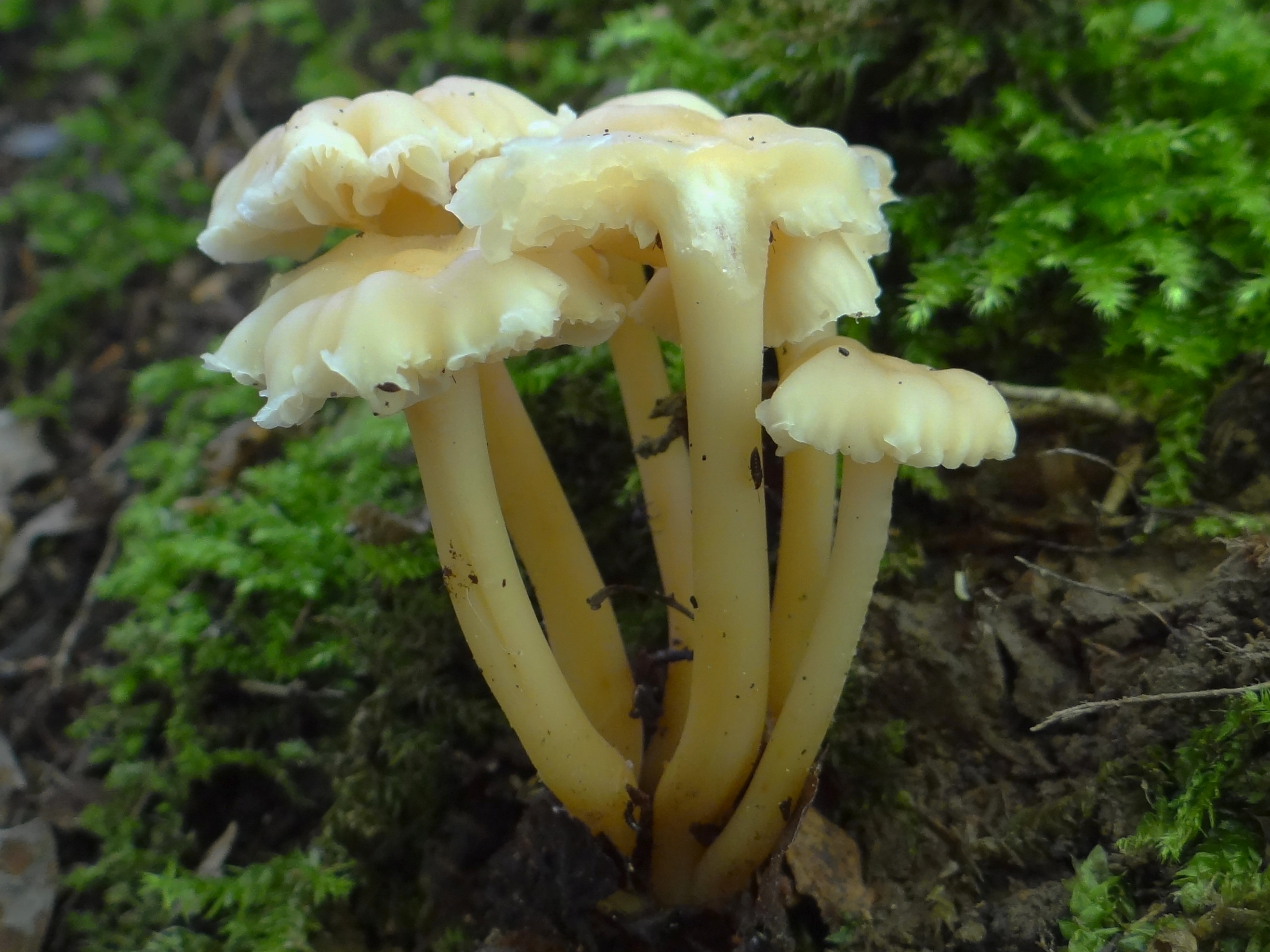
Wilgotnica cytrynowa
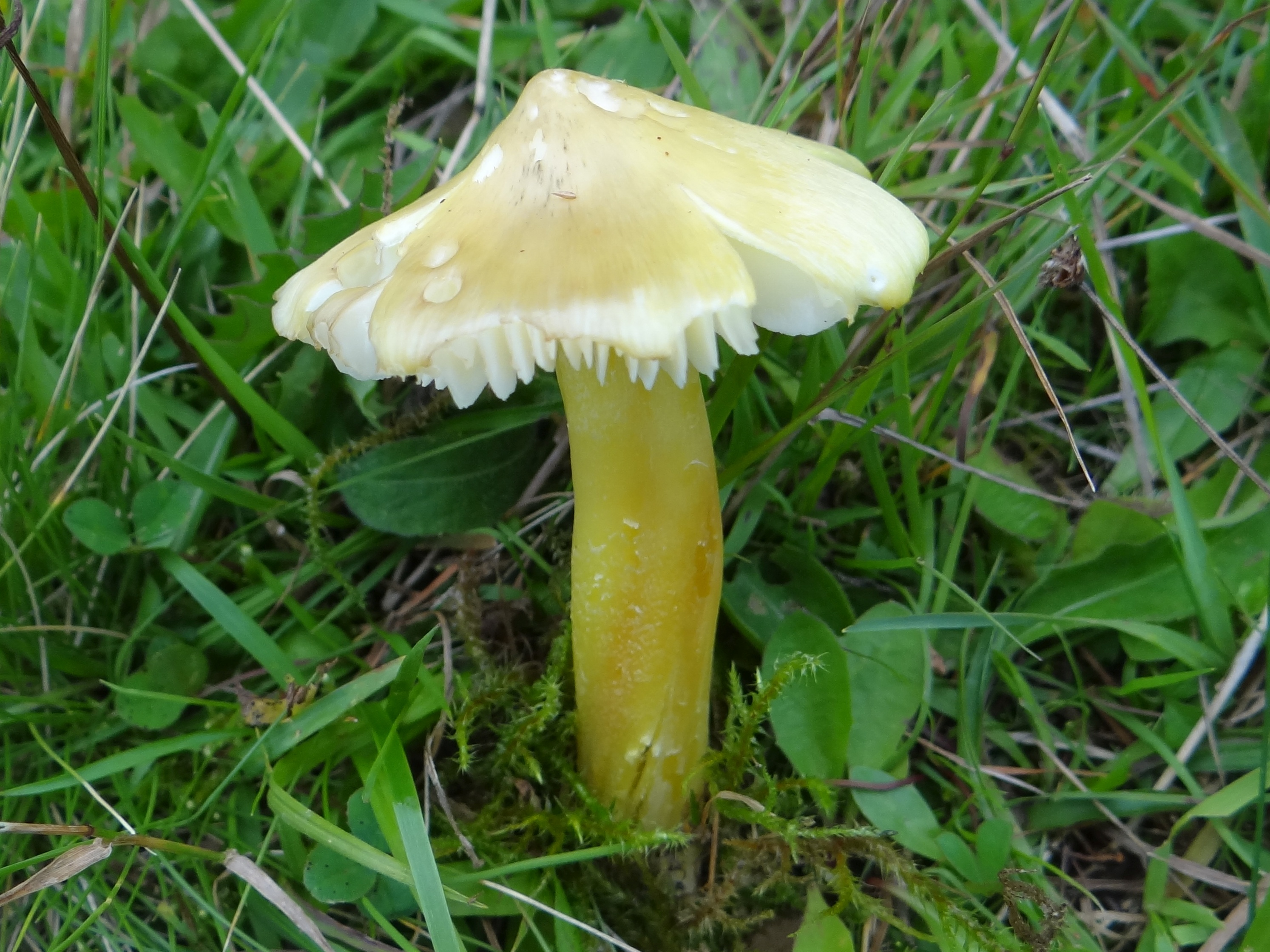
Wilgotnica cytrynowozielonawa
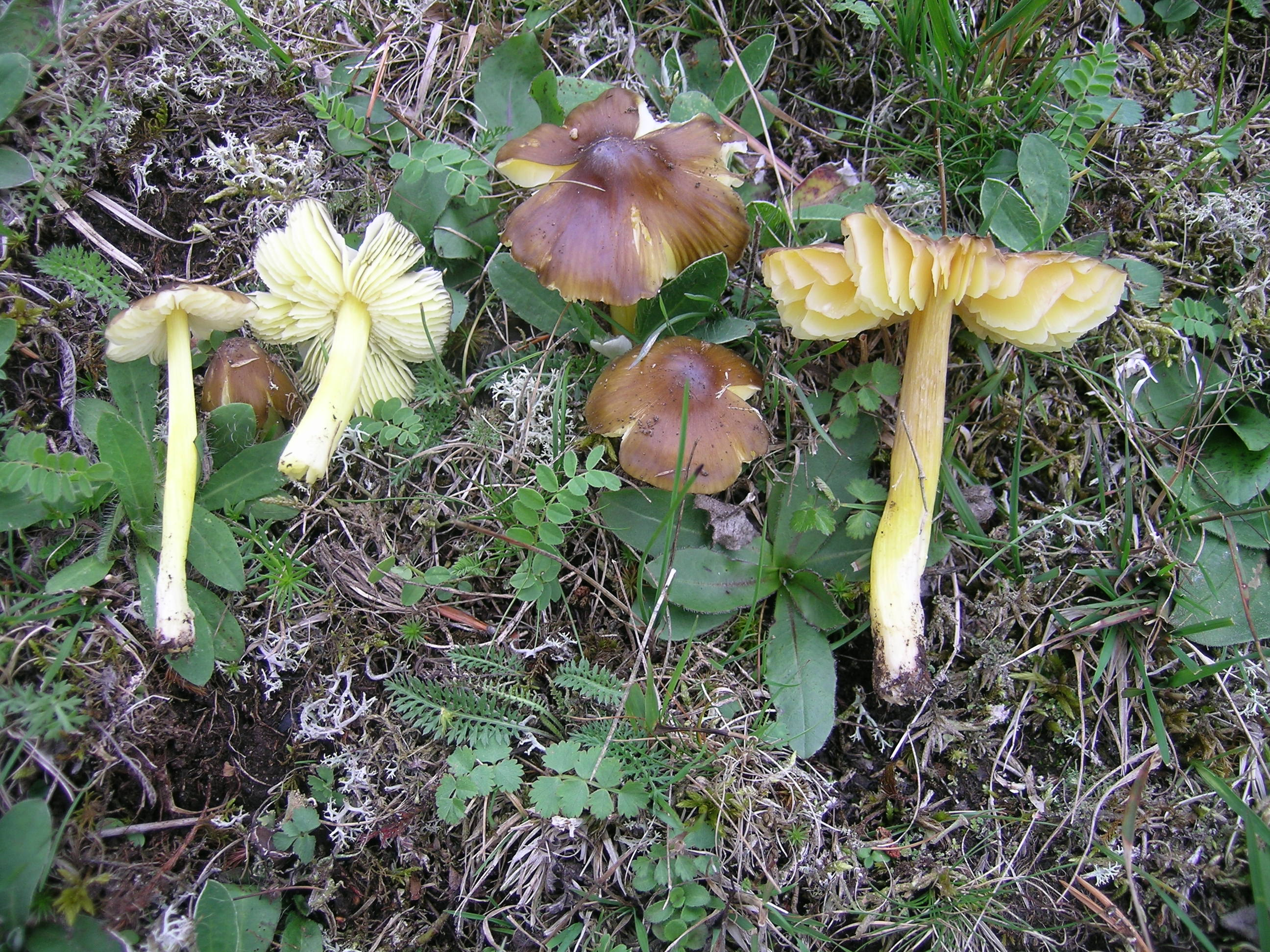
Wilgotnica czarnobrunatna
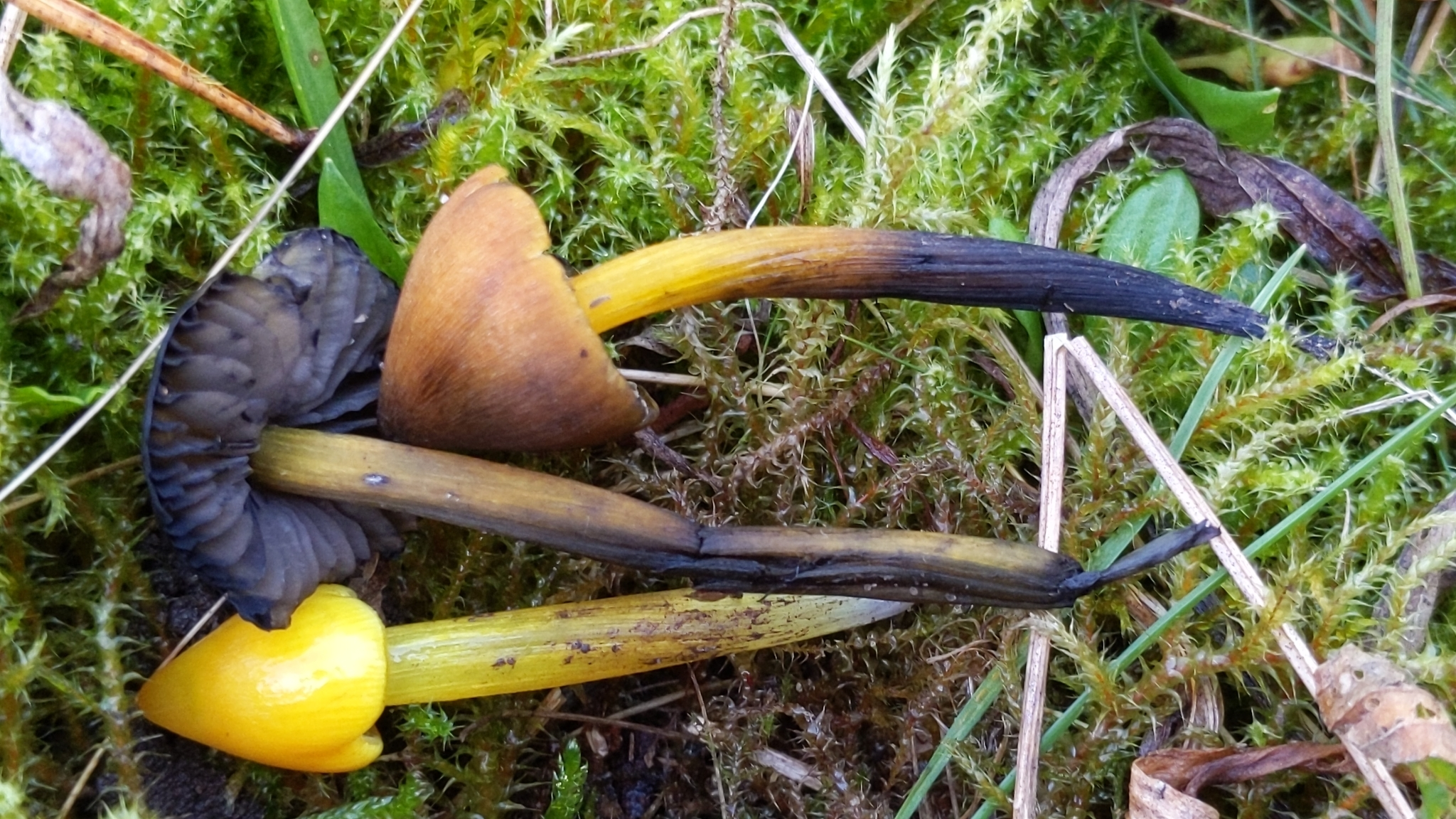
Wilgotnica czerniejąca
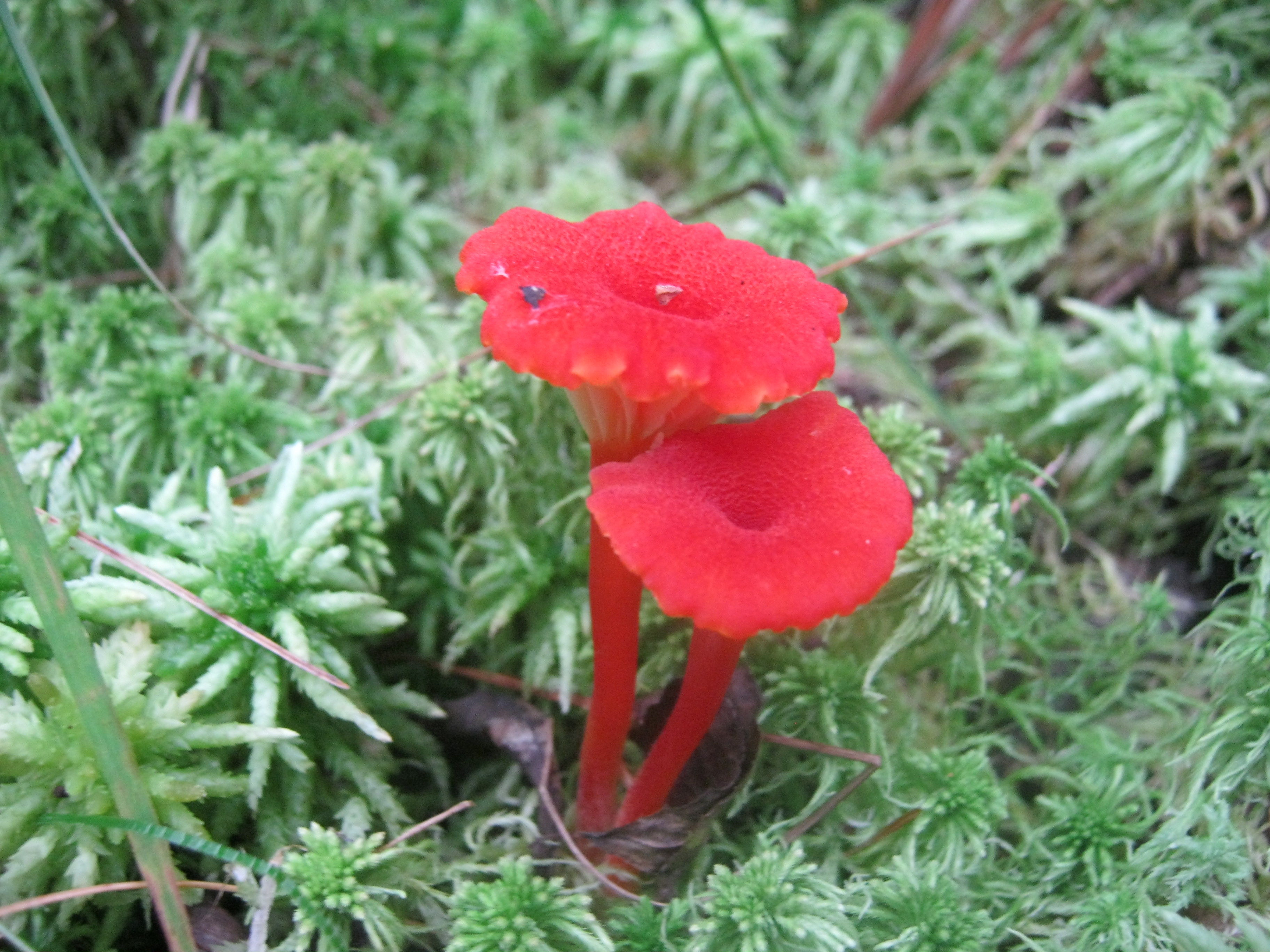
Wilgotnica czerwona
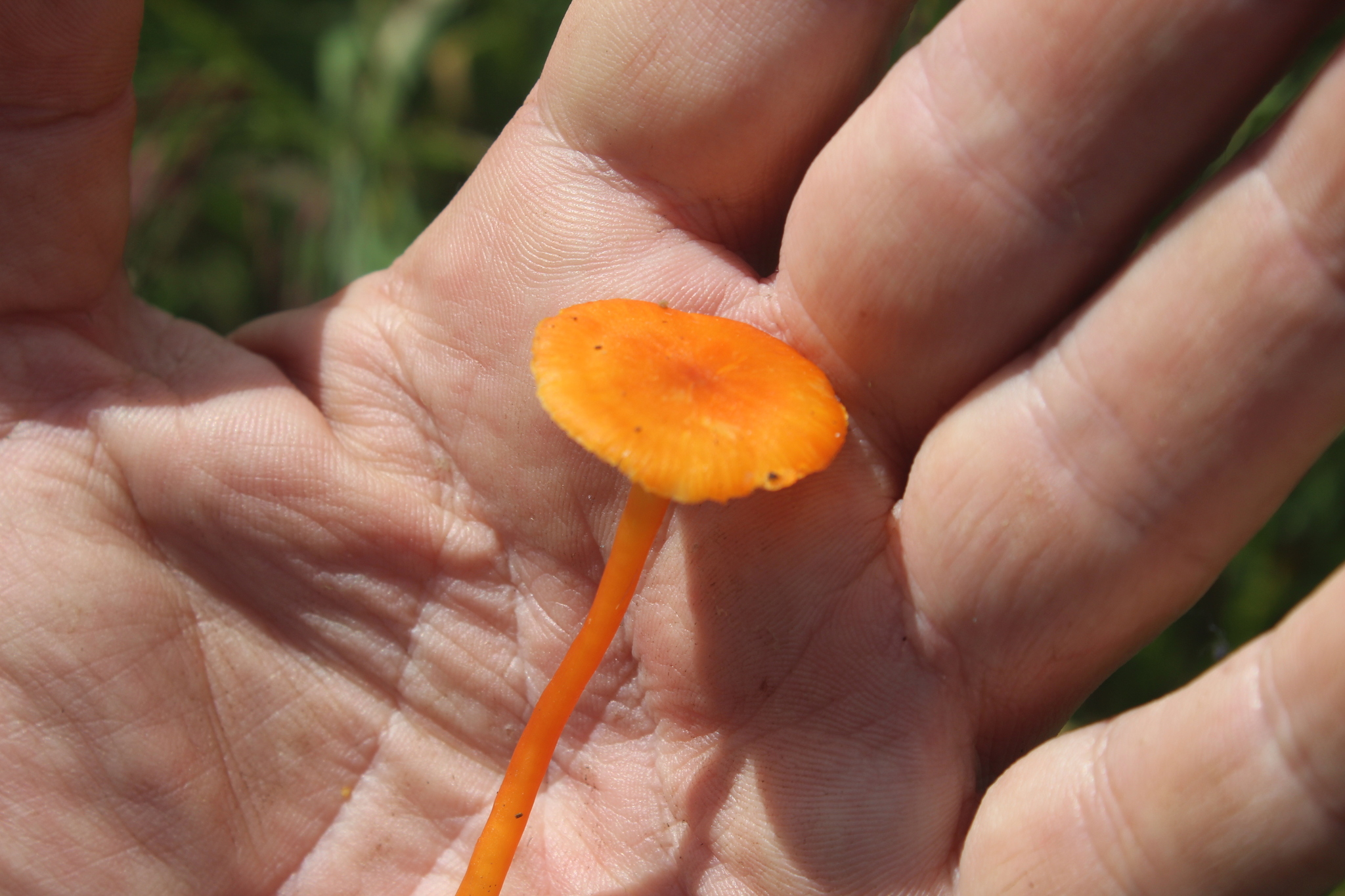
Wilgotnica drobna
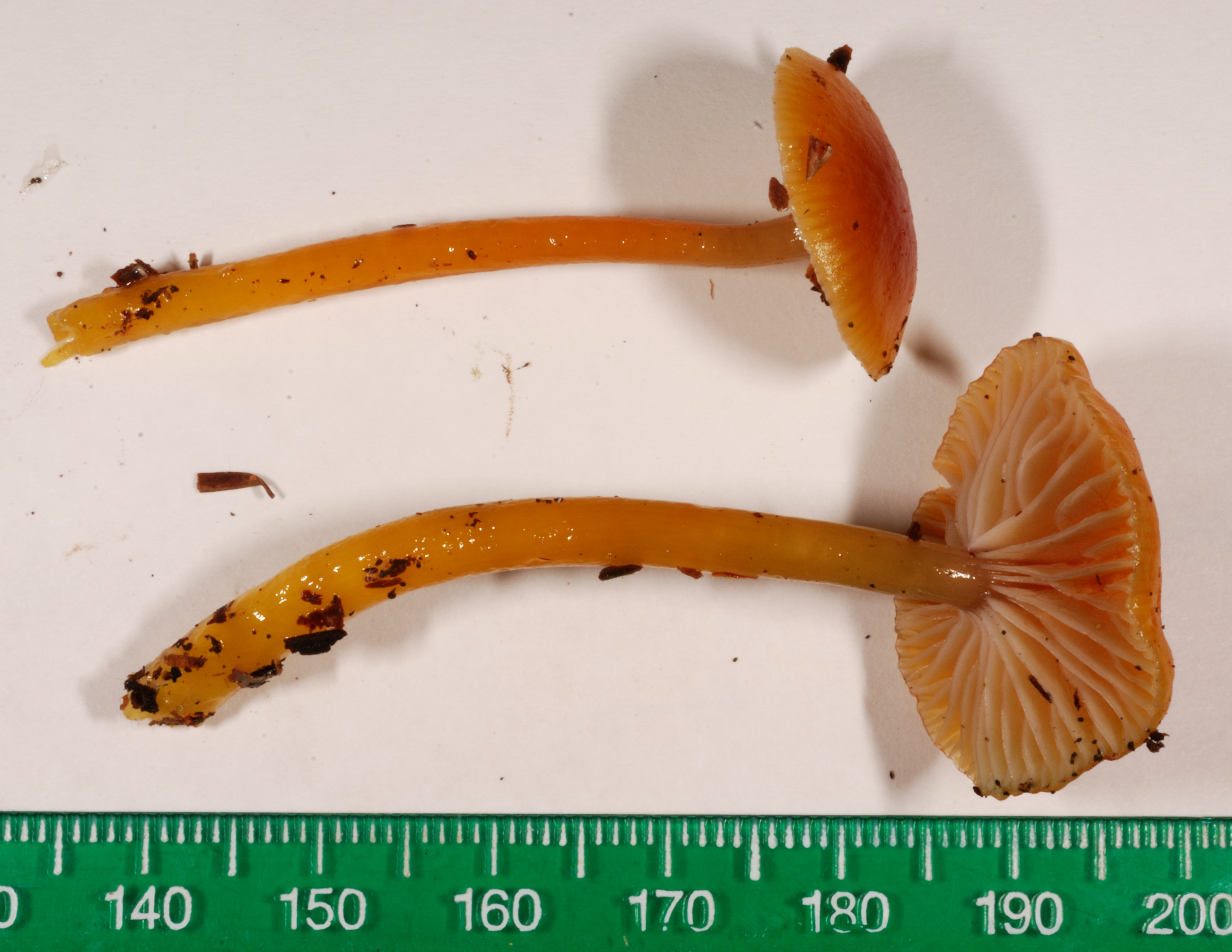
Wilgotnica jasna
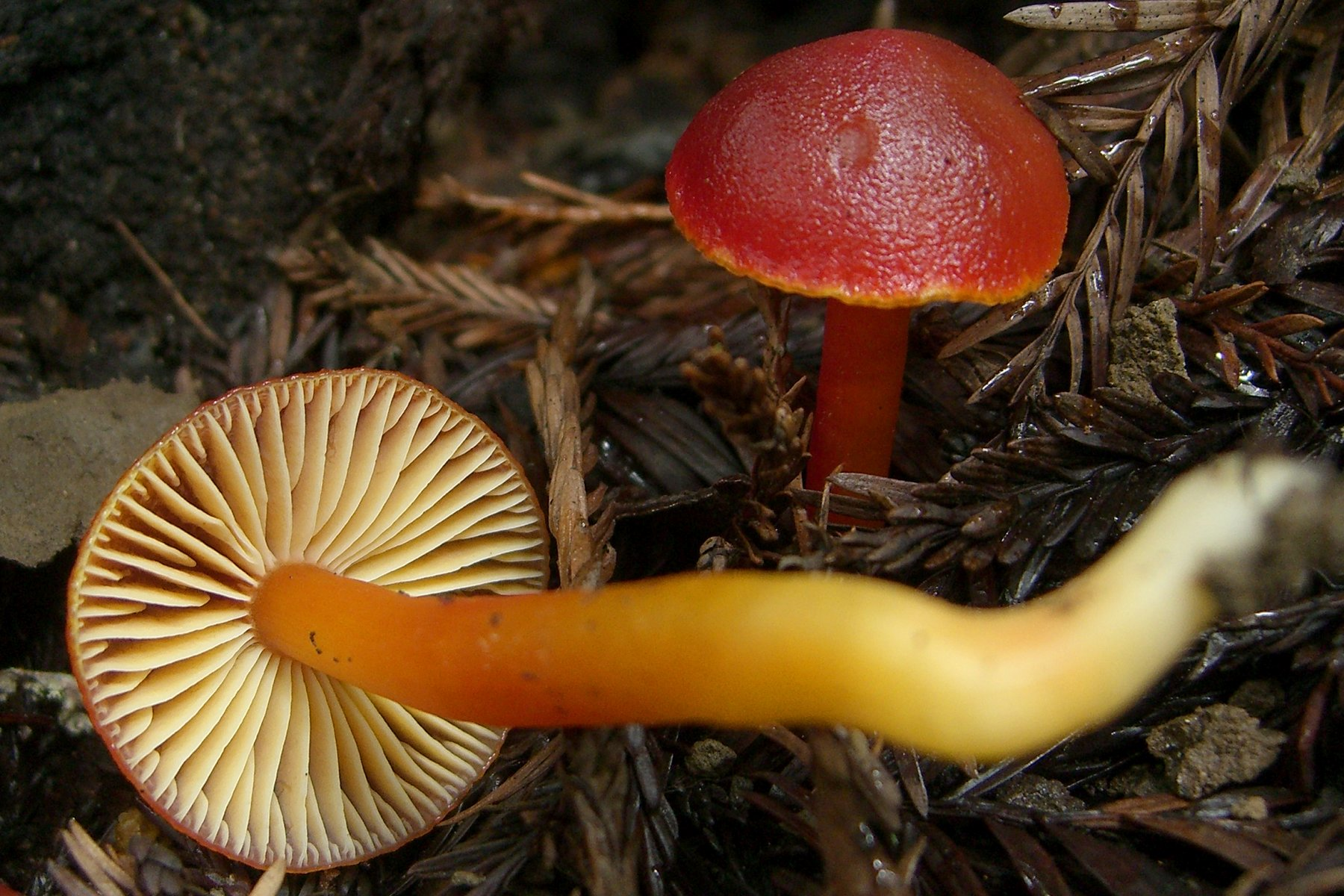
Wilgotnica karminowa
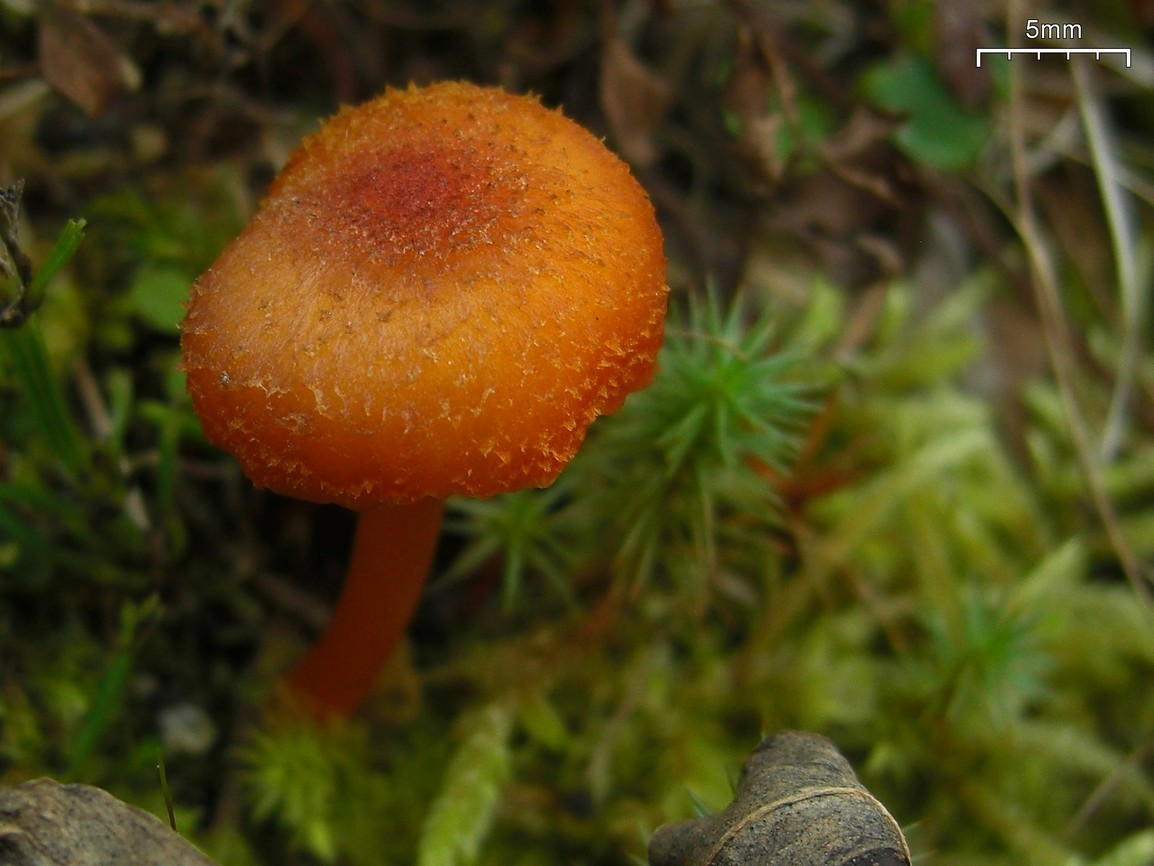
Wilgotnica kosmkowata
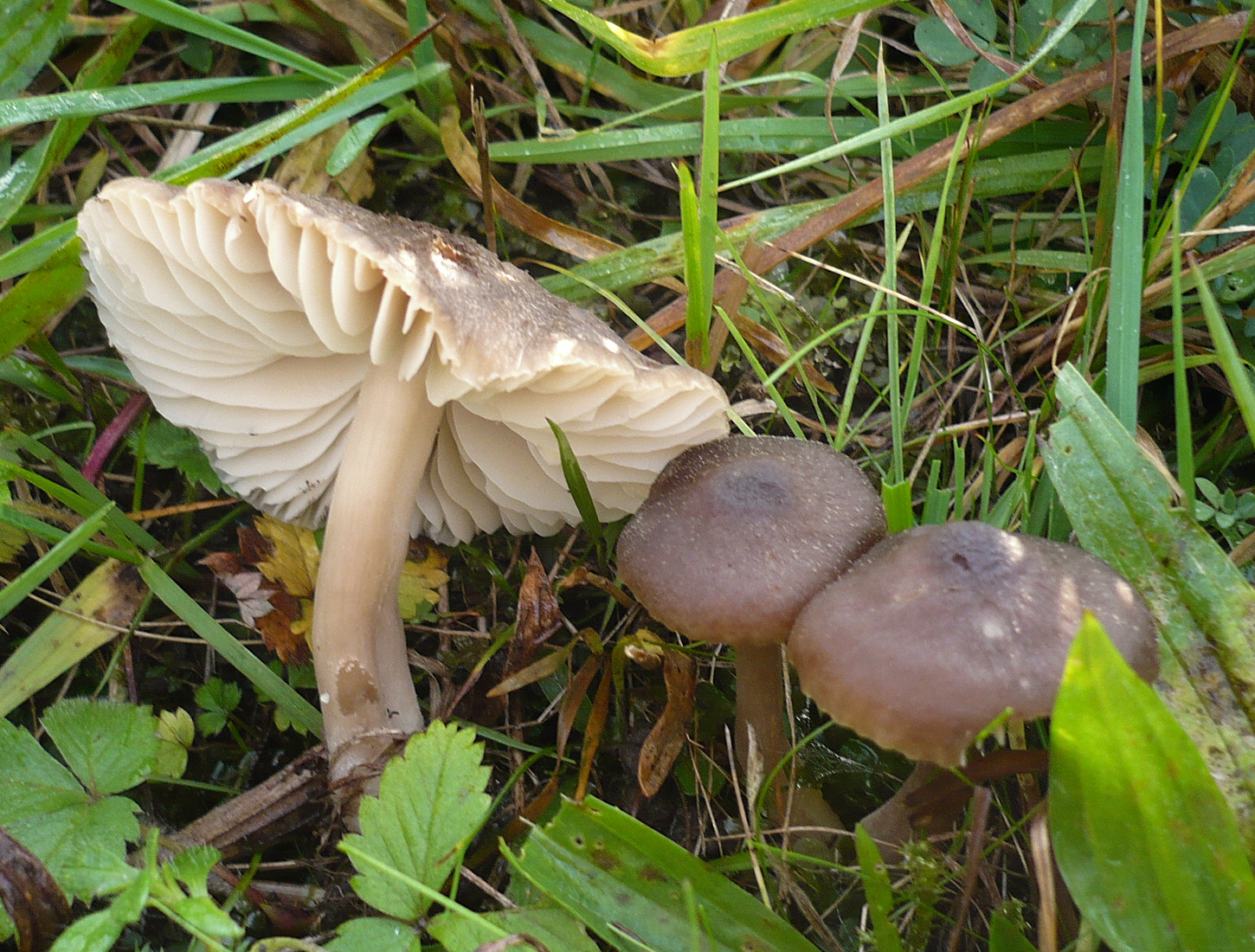
Wilgotnica kwaskowata
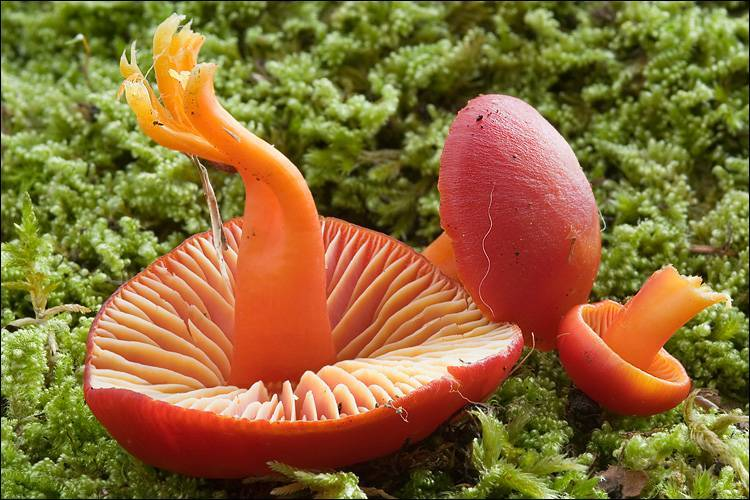
Wilgotnica lejkowata
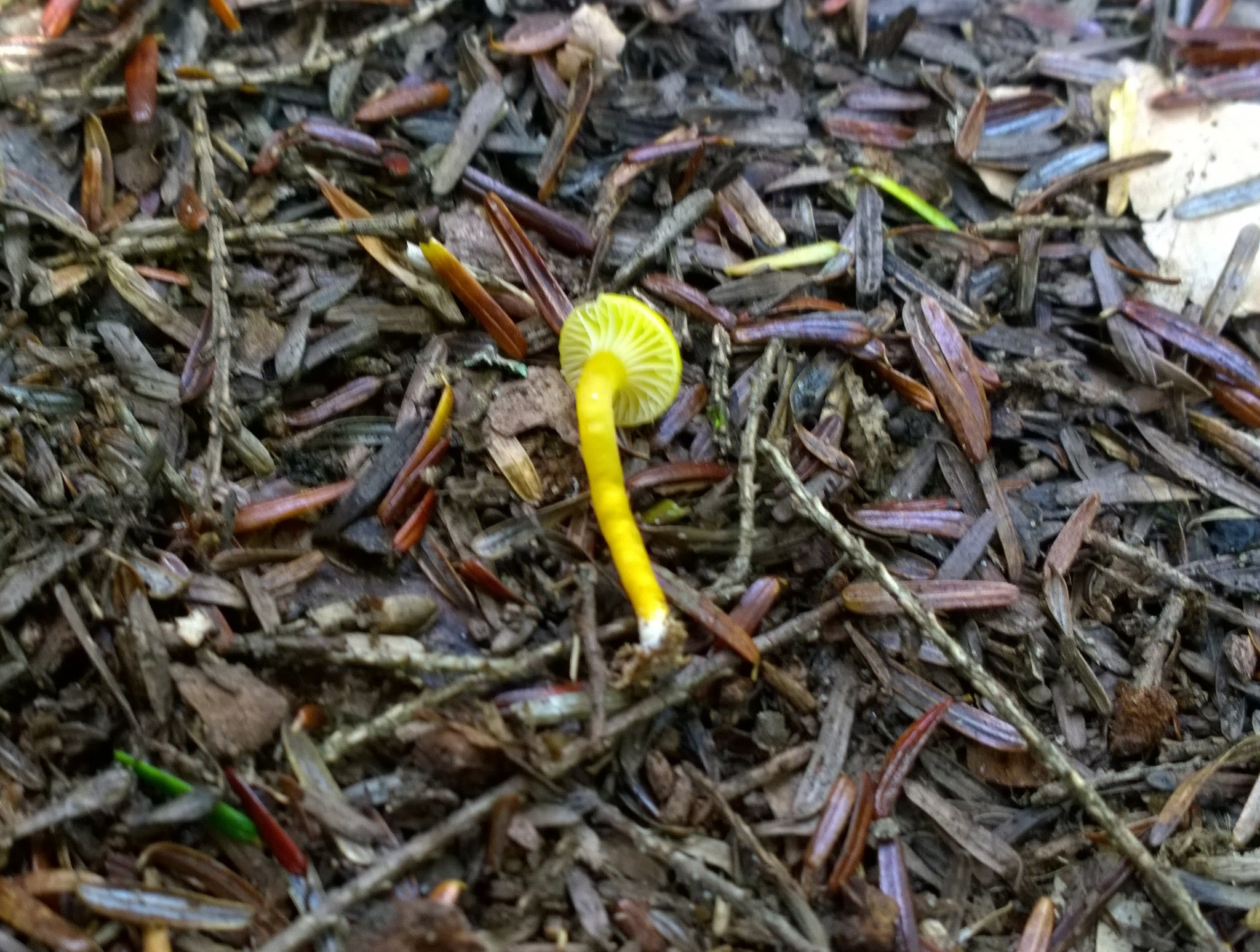
Wilgotnica mała
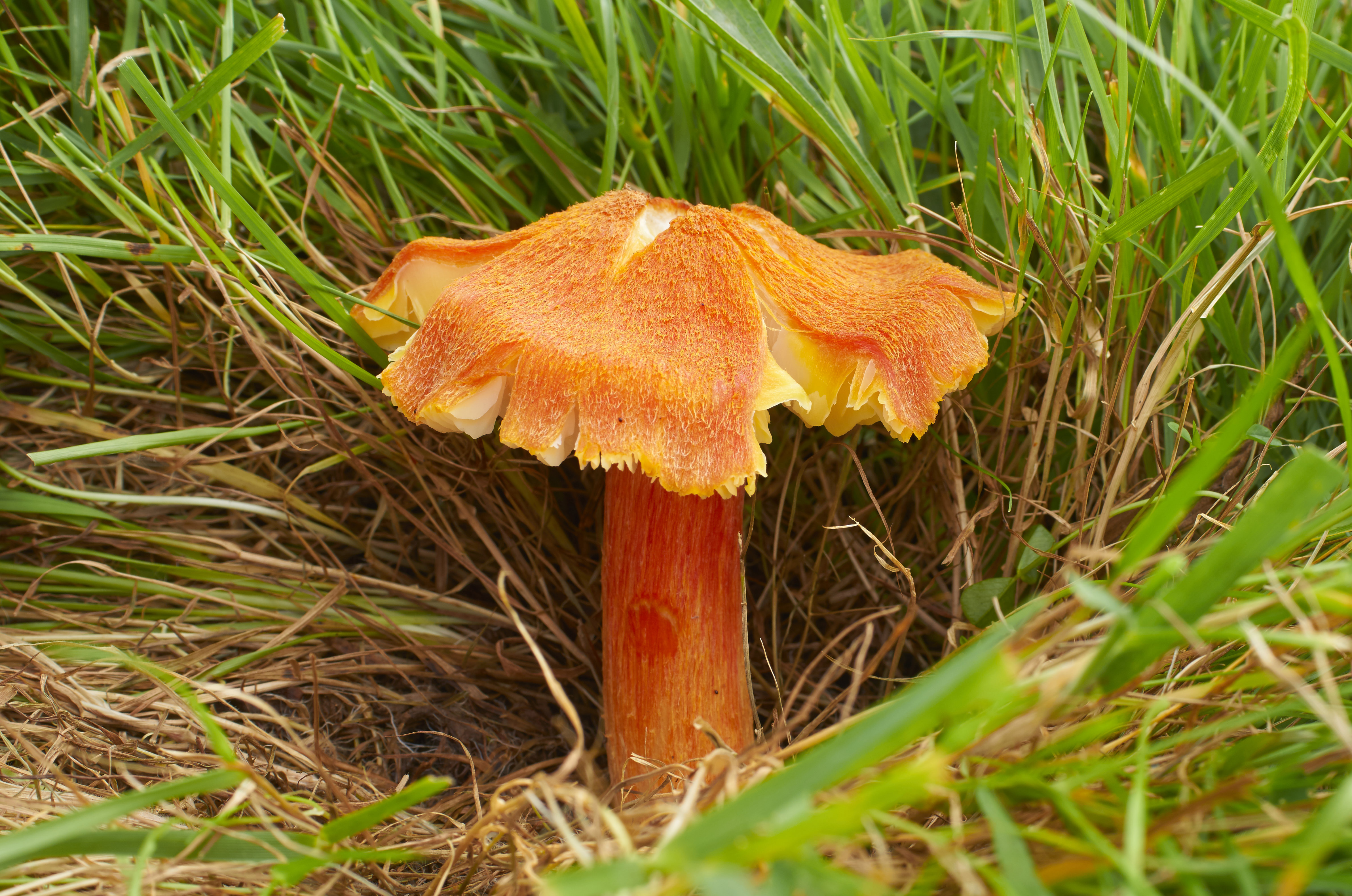
Wilgotnica nielepka
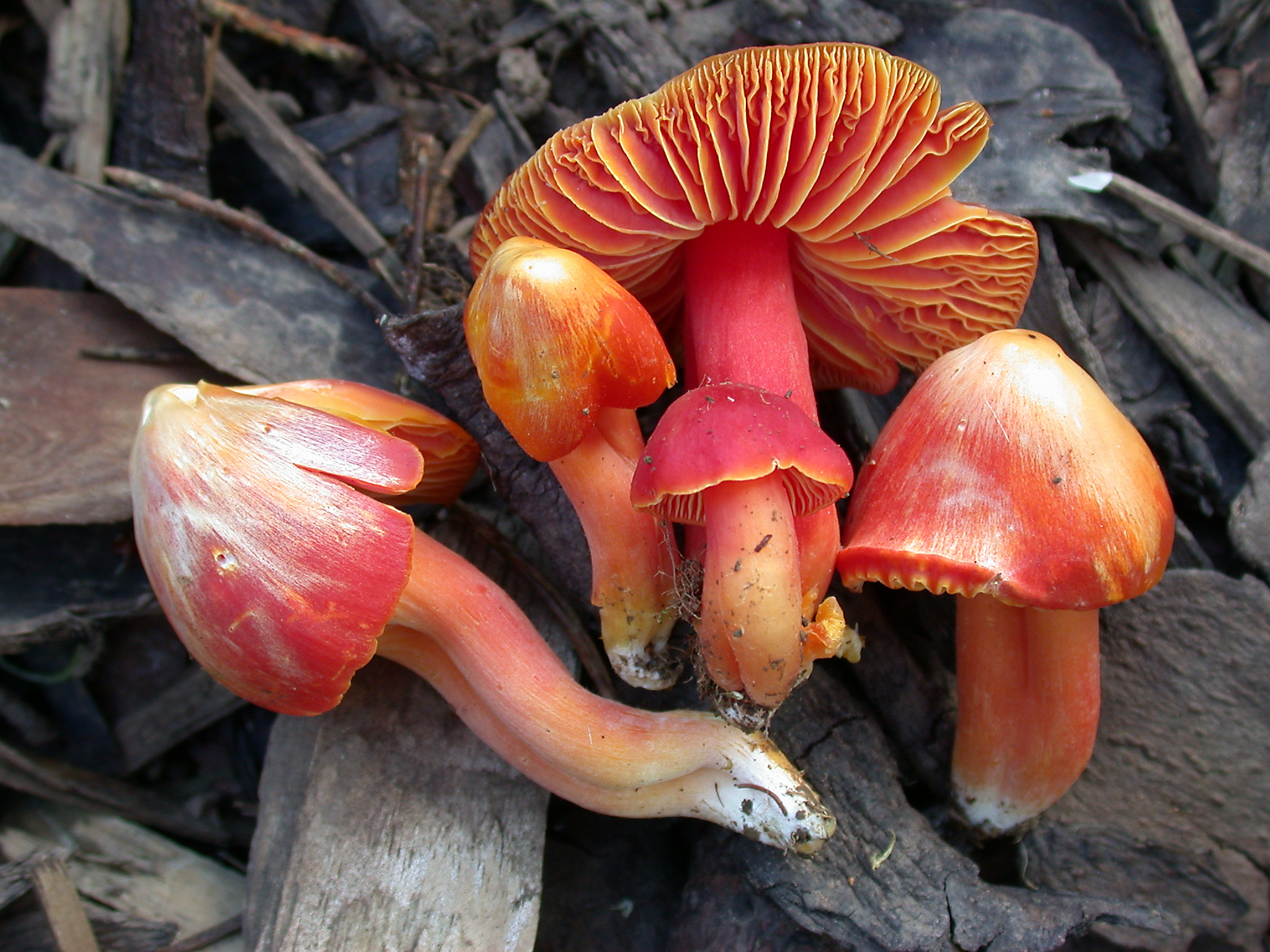
Wilgotnica okazała
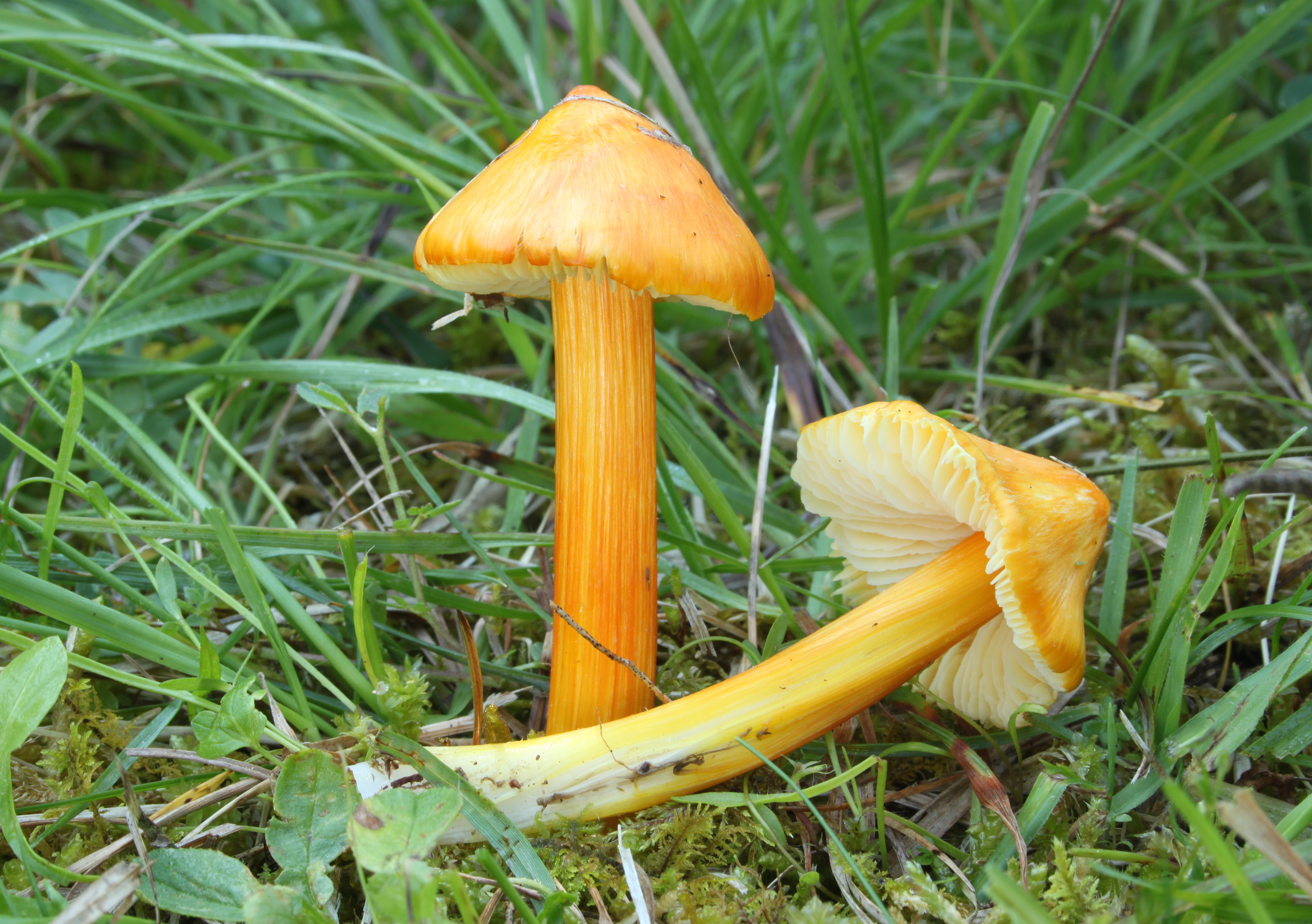
Wilgotnica ostrostożkowata
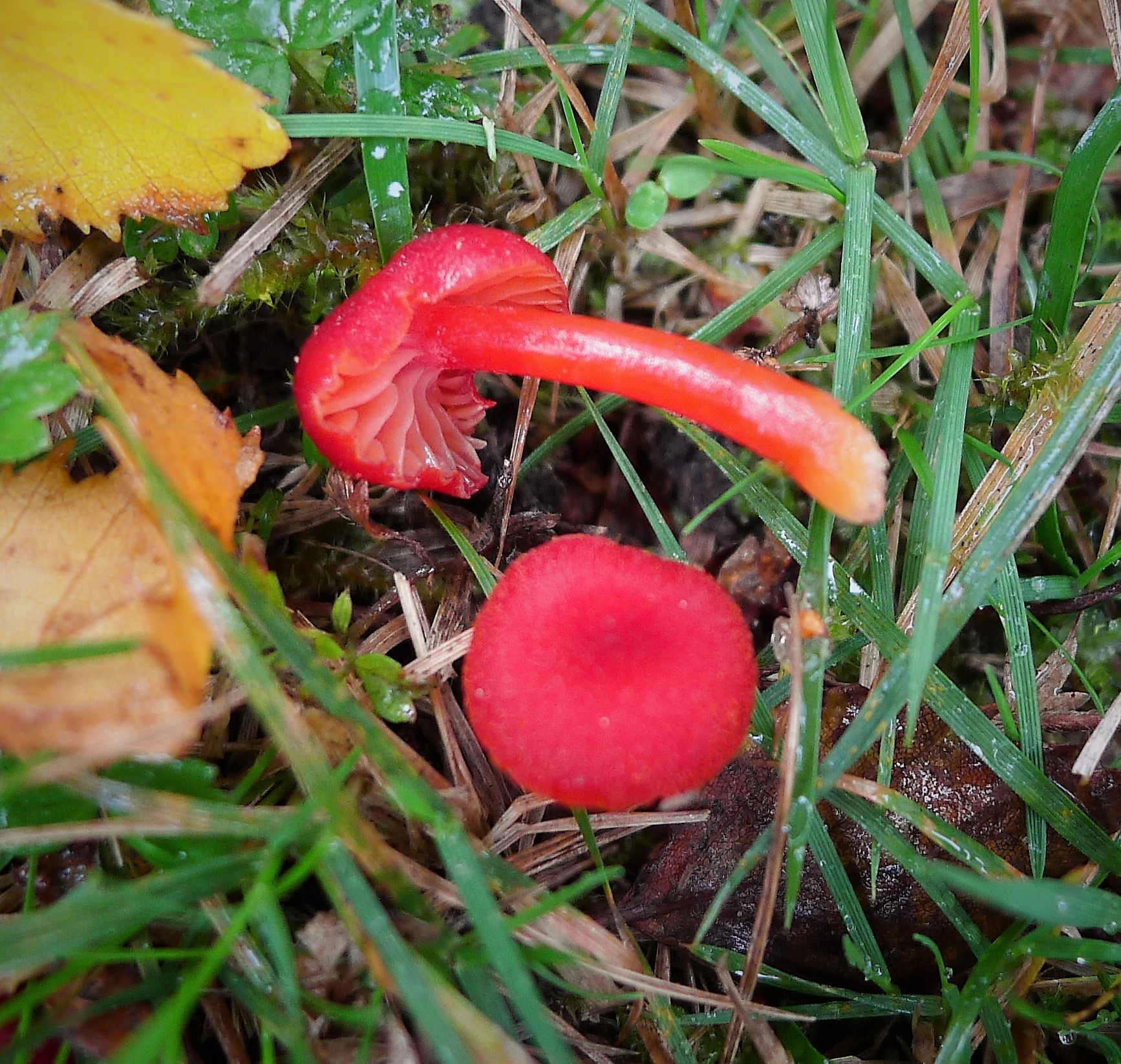
Wilgotnica purpurowa
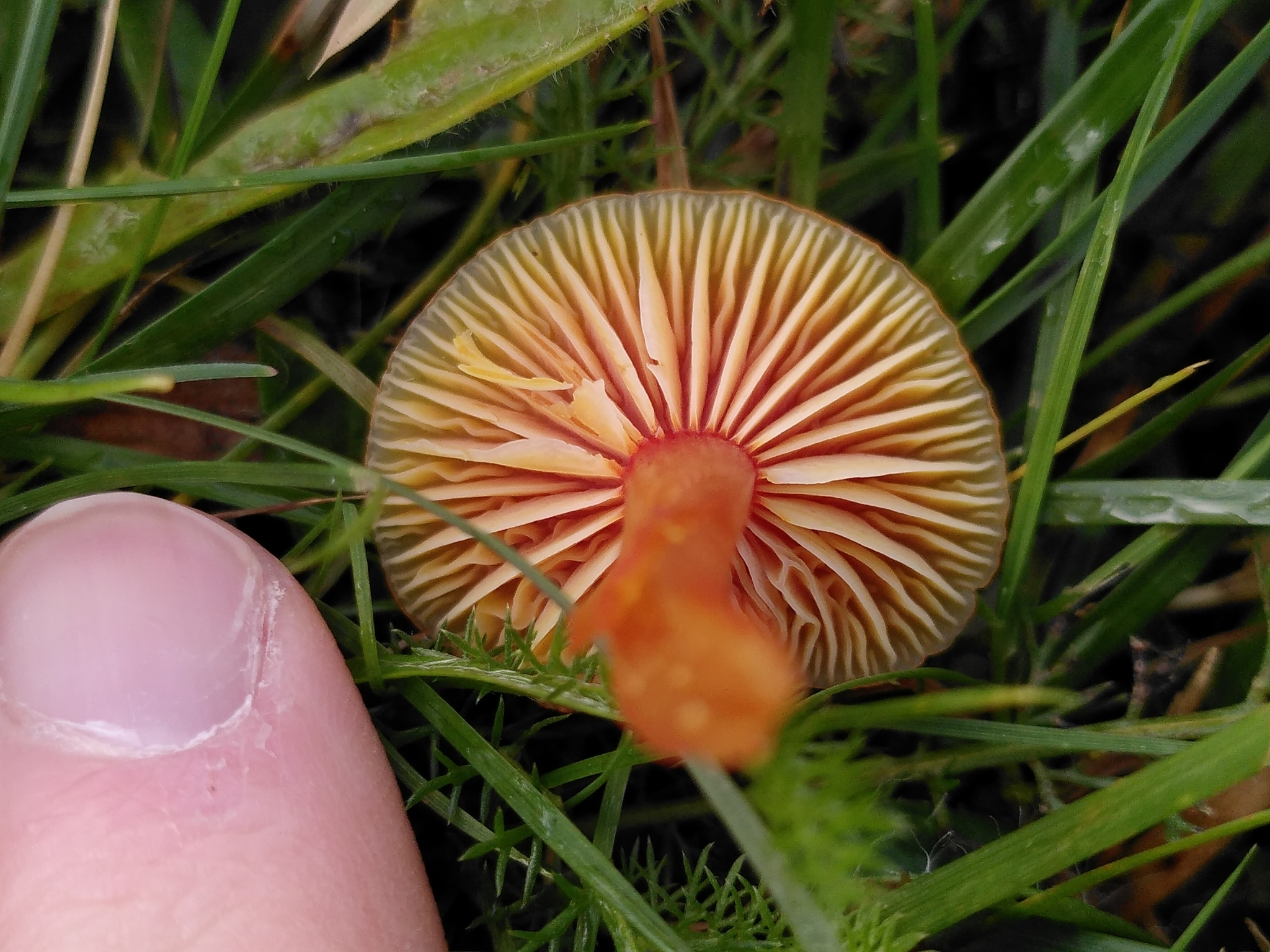
Wilgotnica szerokoblaszkowa
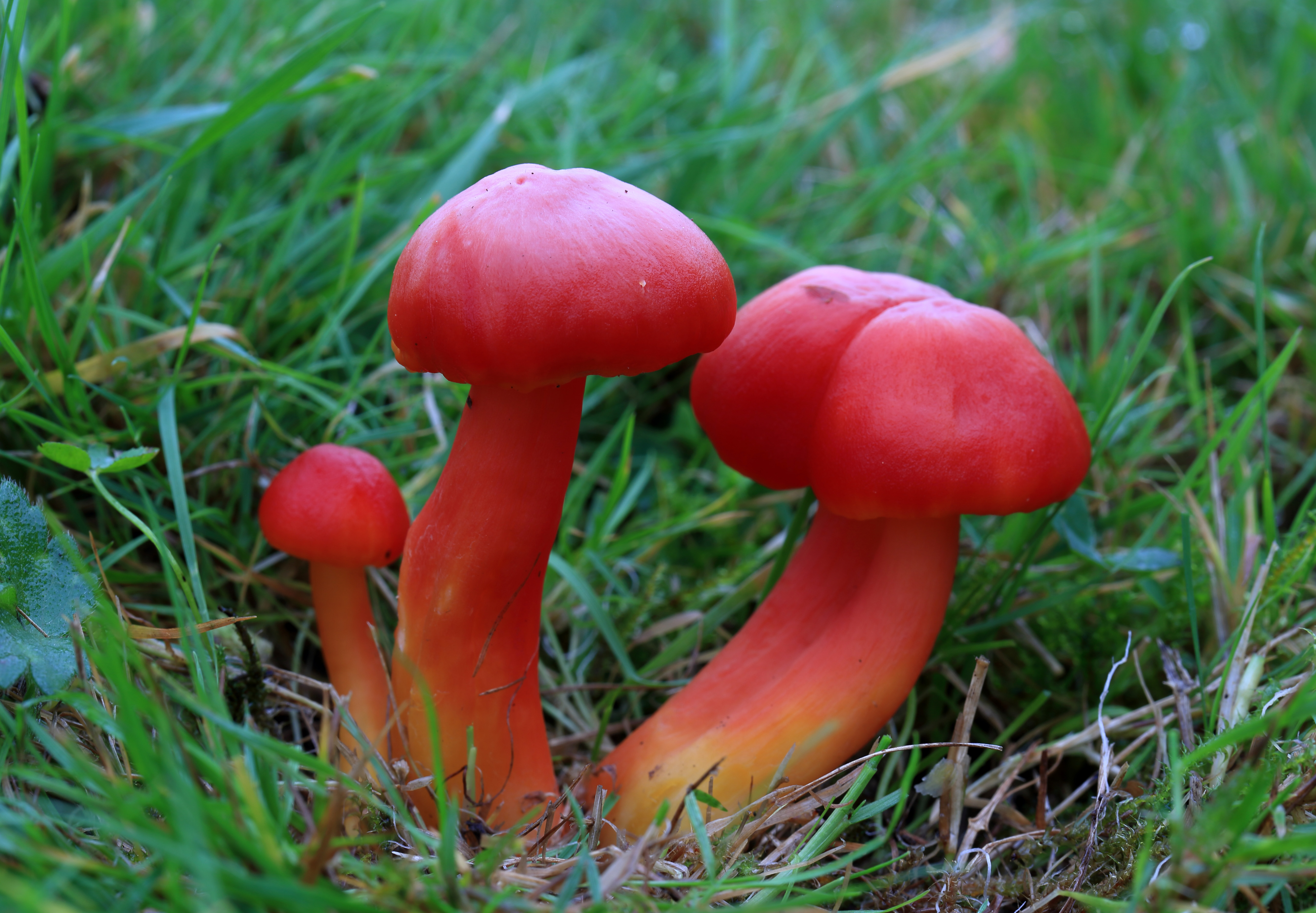
Wilgotnica szkarłatna
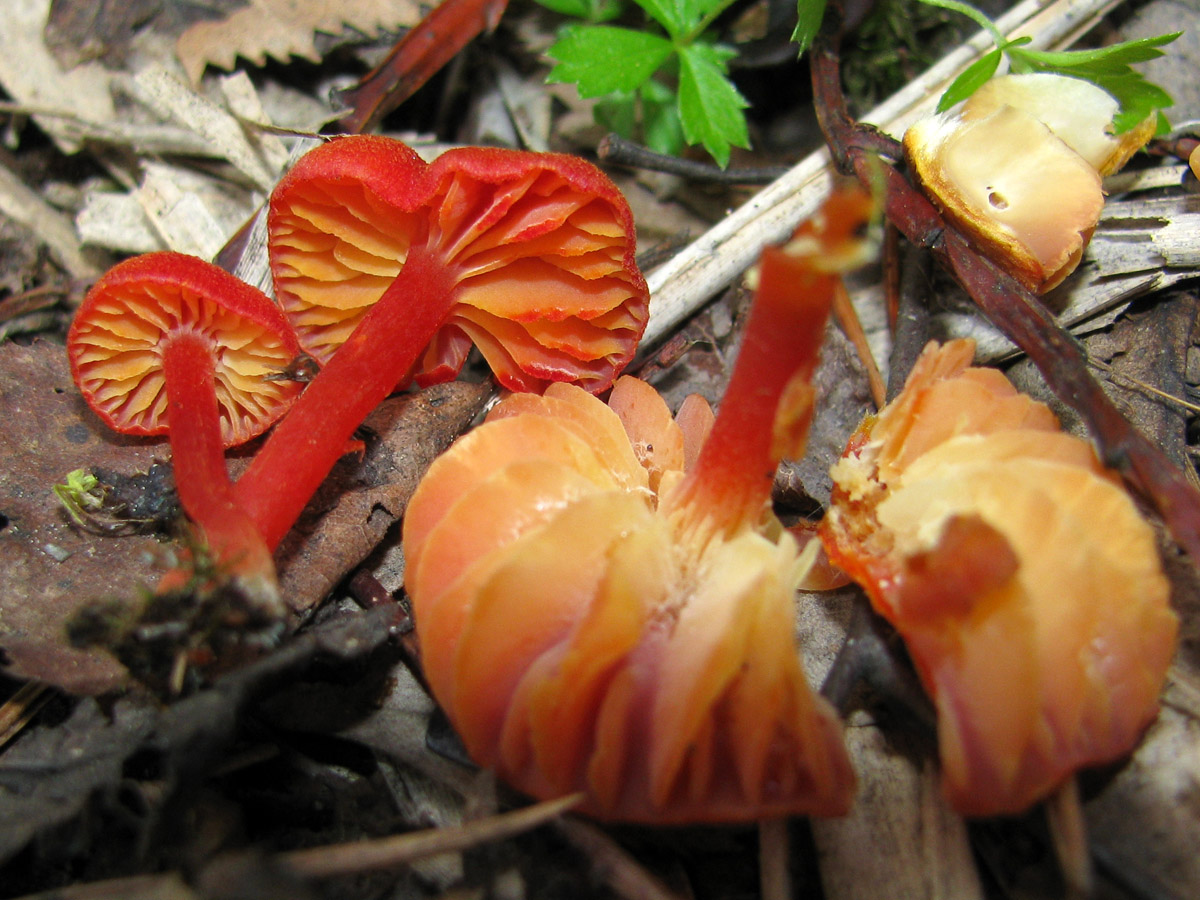
Wilgotnica torfowiskowa
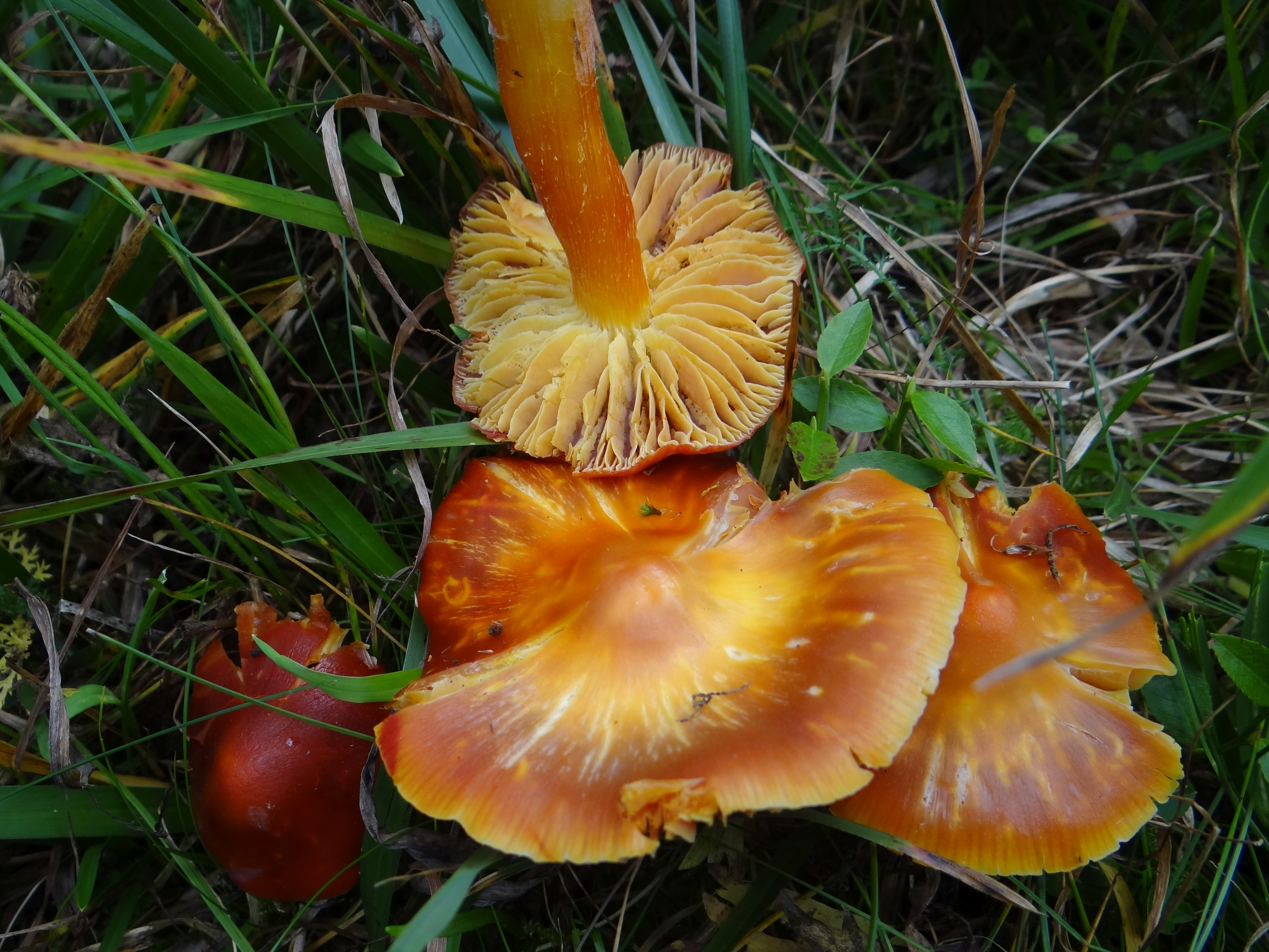
Wilgotnica ozdobna
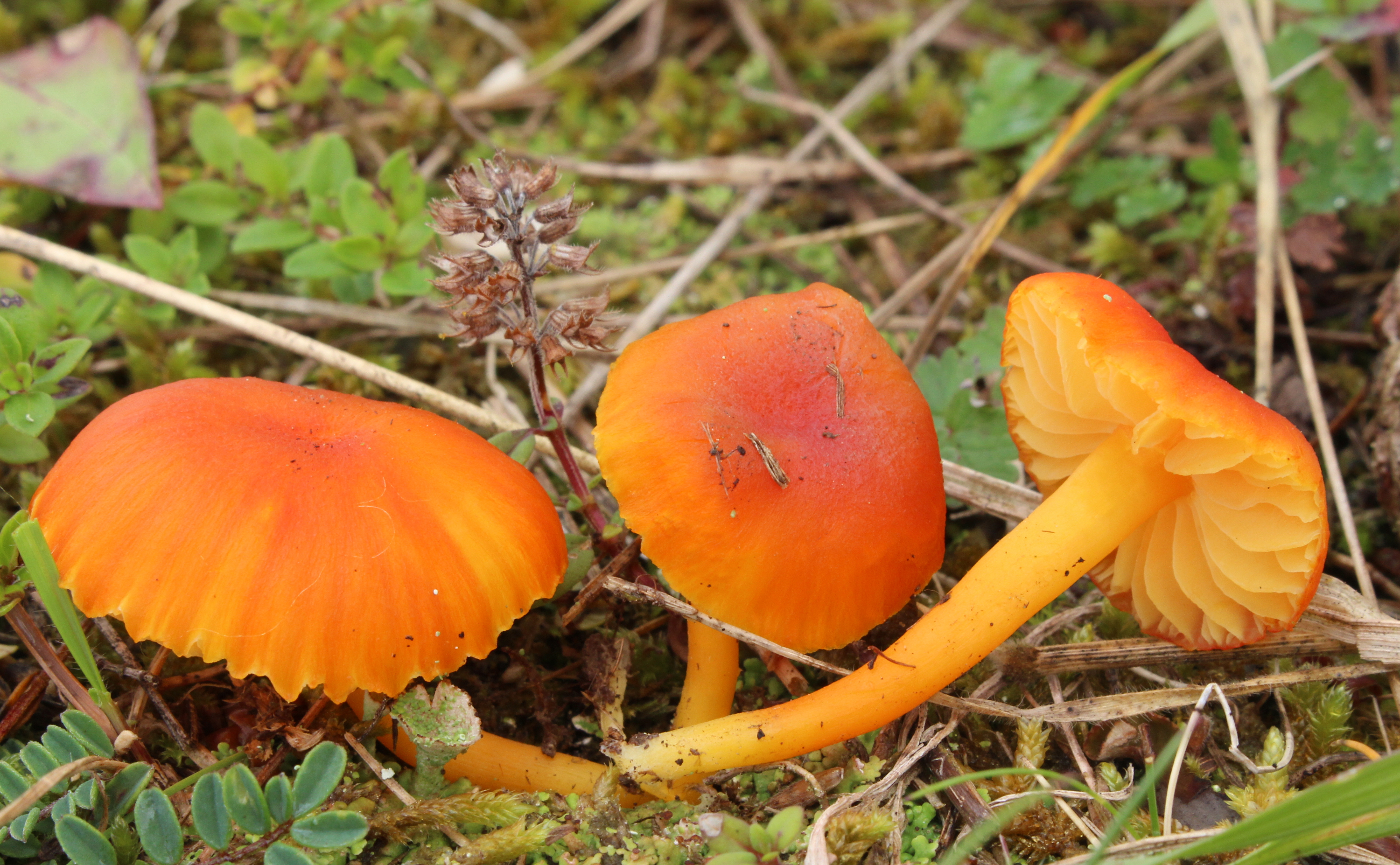
Wilgotnica włoska
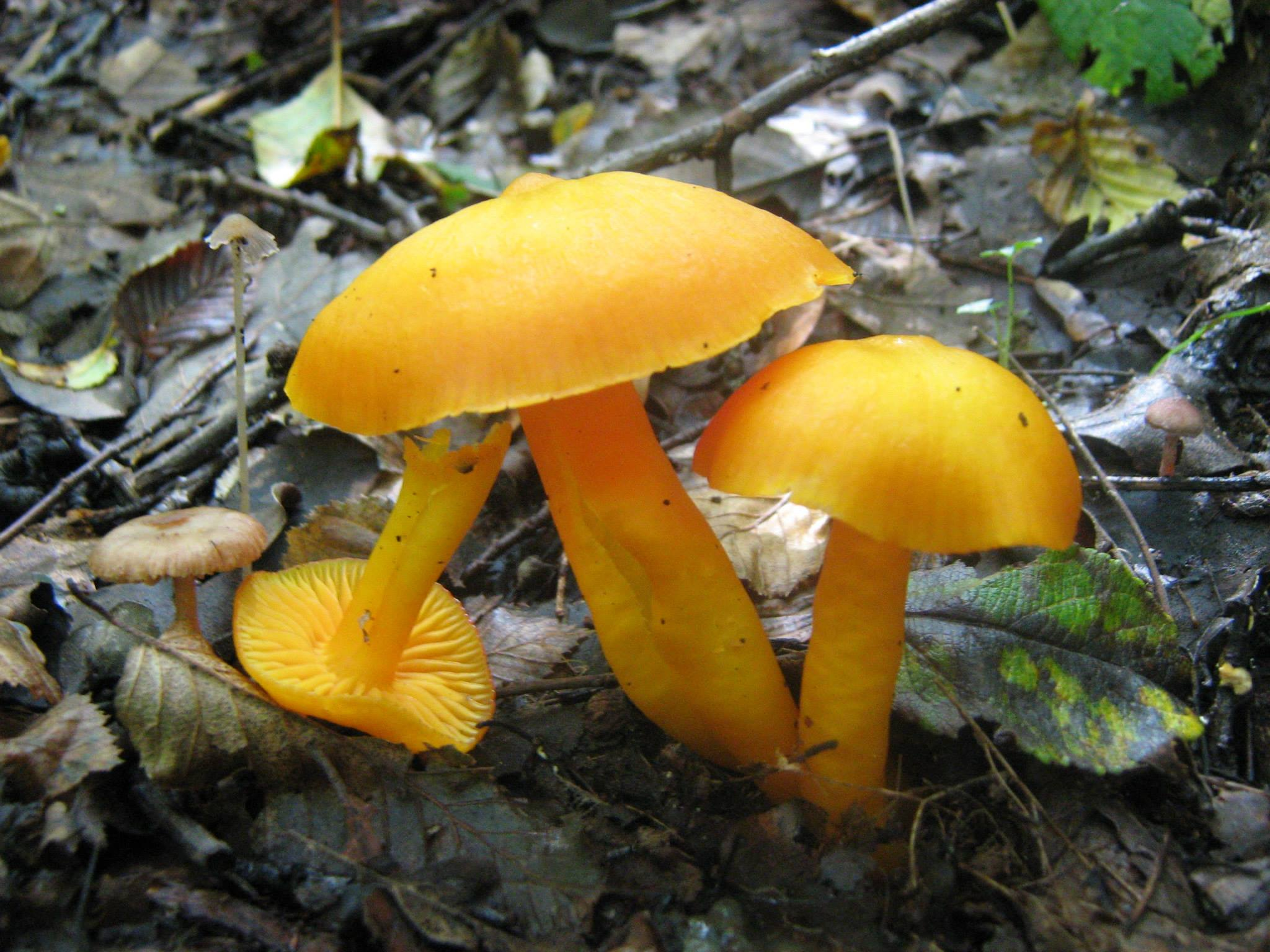
Wilgotnica woskowa
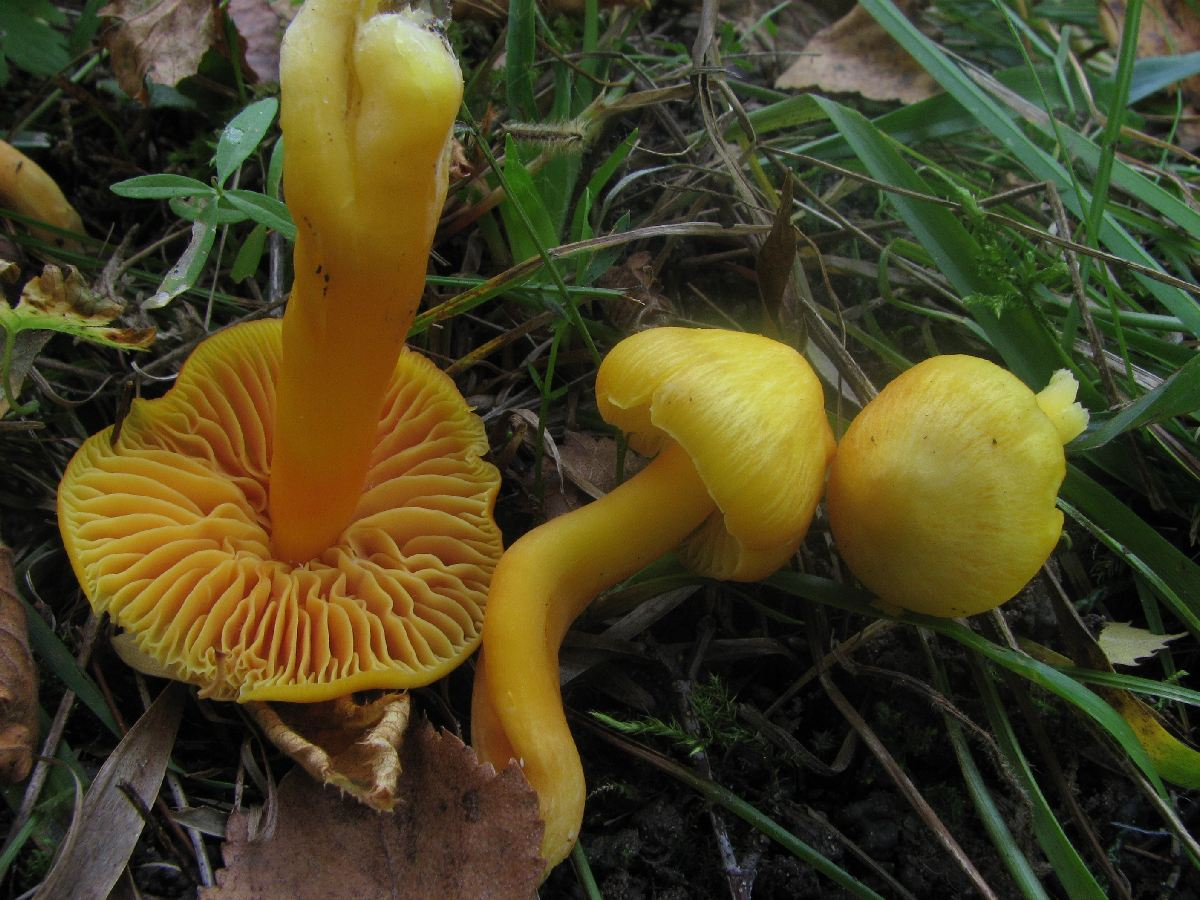
Wilgotnica wypukła
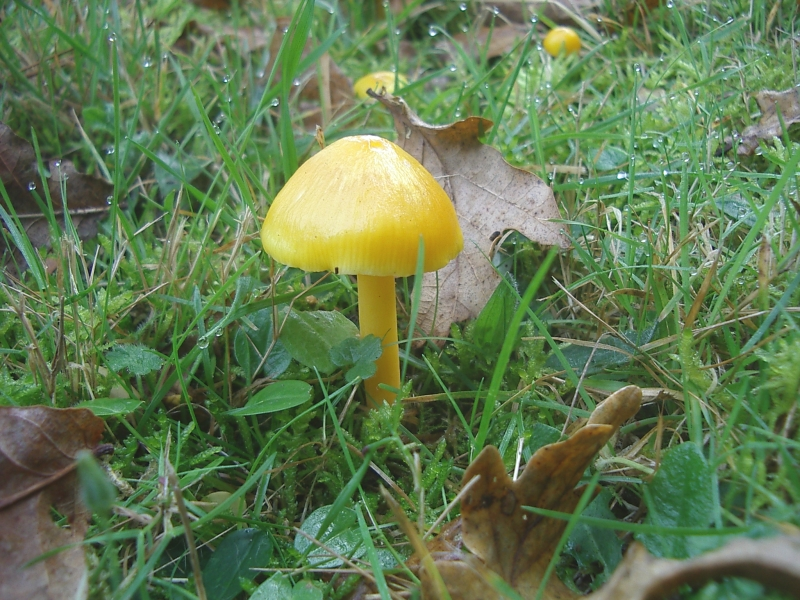
Wilgotnica żółknąca